# Trabalho escravo de estrangeiros na União Soviética

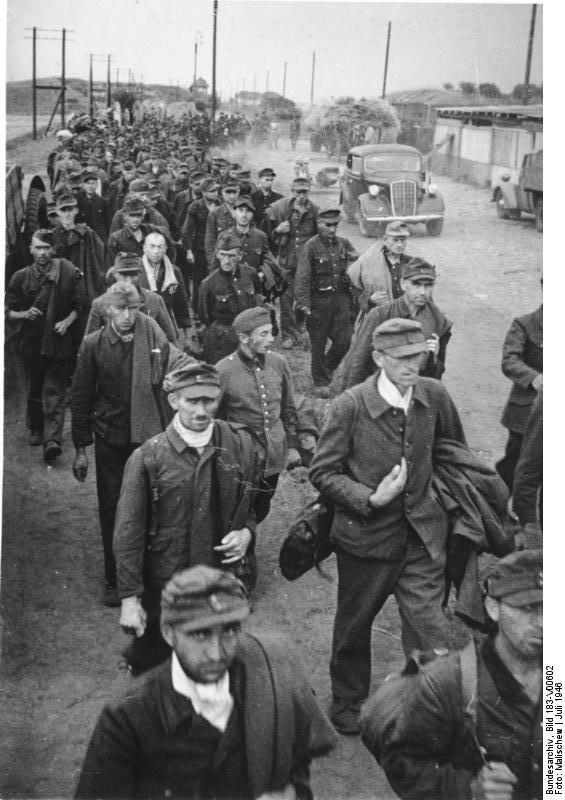
Imagem dos Arquivos Federais de Frankfurt do retorno dos prisioneiros de guerra

O trabalho forçado estrangeiro foi usado pela União Soviética durante e após a Segunda Guerra Mundial, que continuou até a década de 1950.
Houve duas categorias de estrangeiros reunidos para trabalho forçado: prisioneiros de guerra e civis. Ambos foram administrados pelo GUPVI, um departamento especial da NKVD, análogo ao GULAG, estabelecido em setembro de 1939, após o início da invasão soviética da Polônia.